# Euglossa singularis
Euglossa singularis is een vliesvleugelig insect uit de familie bijen en hommels (Apidae). De wetenschappelijke naam van de soort is voor het eerst geldig gepubliceerd in 1899 door Mocsáry.
De bij wordt 10 tot 12 millimeter lang. De soort is bekend uit Venezuela, Guyana, Suriname, Frans-Guyana en het noorden van Brazilië.